# Prosoplus hirsutus
Prosoplus hirsutus là một loài bọ cánh cứng trong họ Cerambycidae.